# ۹۹۰ (میلادی)
۹۹۰ میلادی، نهصد و نودمین سال در تقویم گریگوری است.

## زادگان
- یعقوب ابن کلس، وزیر مصری فاطمیان و یهودی که مسلمان شد.
- طغرل بیک سلجوقی: مؤسس سلسله پادشاهی سلجوقیان در ایران.